# Ганнибал Родосец
Ганниба́л Родо́сец, или Ганнибал Родянин (др.-греч. Ἀννίβας ἐπικαλούμενος Ῥόδιος) — упоминаемый Полибием знатный карфагенянин, на собственном корабле неоднократно прорывавший римскую блокаду Лилибея во время Первой Пунической войны.
В 250 году до н. э. римляне осадили Лилибей — важнейший карфагенский порт на Сицилии. Несмотря на противодействие гарнизона, осадные работы успешно продвигались, однако обеспечить полную блокаду с моря римский флот не сумел: в город прорвалось подкрепление из столицы в количестве 50 кораблей с 10 000 человек на борту. Выполнив задачу, эта эскадра ночью незаметно для неприятеля ушла в Дрепану. О результатах экспедиции и положении в осаждённом городе в Карфагене ничего не знали, и тогда «некий знатный гражданин» Ганнибал Родосец вызвался проникнуть в Лилибей и доставить точные сведения.
Снарядив собственный корабль — квинквирему, — Ганнибал при попутном ветре вошёл в гавань Лилибея на виду у римлян, «поражённых его отвагой». Уже на другой день он пустился в обратный путь; к этому времени римское командование подготовило 10 быстроходных кораблей, расположив их в полной готовности по обеим сторонам гавани. Однако Ганнибал, хорошо знавший сложный фарватер и располагавший отличными гребцами, и на этот раз успешно «миновал неприятельские суда, оставшиеся как бы в оцепенении». Более того, карфагенянин повёл себя вызывающе: выйдя в открытое море, он остановился и поднял вёсла, однако никто из римлян не рискнул его преследовать. Свои визиты в Лилибей Ганнибал Родосец повторял многократно, принося большую пользу осаждённым и внушая смелость на аналогичные действия другим.
Римляне пытались запереть гавань, насыпав плотину у входа в неё, однако большая глубина, сильное течение и волны препятствовали работам. Искусственную мель удалось устроить только на мелководье, однако на неё села карфагенская квадрирема, «сколоченная замечательно искусно» и повторявшая по ночам подвиг Родосца. Захватив корабль и снабдив его отборной командой, римляне с его помощью вели наблюдение за Лилибеем. При очередном рейсе Ганнибала в Карфаген квадрирема, не уступавшая его кораблю в скорости, бросилась в погоню. Ганнибал был вынужден повернуть и принять бой, в котором римская абордажная команда, превосходившая карфагенян численностью, одержала верх. Ганнибал попал в плен, его корабль влился в римский флот, а кольцо блокады Лилибея замкнулось. Корабль Родосца римляне использовали в качестве образца при строительстве около 243 года до н. э. нового флота из 200 кораблей.
Возможно, Ганнибал Родосец является тем же лицом, что и упоминаемый у Зонары (под ошибочным именем) Ганнон.